# Oswald Voh
Oswald Voh (* 18. Februar 1904 in Buchau bei Karlsbad in Böhmen; † 11. September 1979 in Ambach) war ein deutscher Maler und Grafiker.

## Leben und Werk
1919 kam der erst 15-jährige Bäckersohn an die keramische Fachschule in Teplitz. Zwei Jahre später wurde er Mitarbeiter im Werbeatelier der Firma Schicht in Aussig. Von 1924 bis 1929 wurde er Meisterschüler bei Julius Diez an der Münchner Kunstakademie. Es folgten Hungerjahre mit gelegentlichen grafischen Arbeiten für die Zeitschriften Jugend und Leben.
In dieser Zeit entwickelten sich Freundschaften mit anderen Künstlern wie Karl Weinmair, Eugen Cordier und Max Lacher. Erste künstlerische Erfolge waren der Ankauf des Gemäldes Mädchen am Bach durch die Moderne Galerie in Prag und ein erster Preis beim Akademie-Wettbewerb für ein Titelbild der Zeitschrift Die Woche.
Er erstellte Wandbilder für den Sitzungssaal seines Heimatortes Buchau und wurde freier Mitarbeiter des Scherl-Verlages in Berlin, wohin er schließlich 1931 übersiedelte. Gebrauchsgrafische Arbeiten u. a. für die HAPAG, führten zu Überseereisen nach Guatemala und Mexiko. 1939 heiratete Voh seine Kollegin Gisela Schmiedeberg, die er in Berlin kennengelernt hatte, kurz vor Beginn seines Kriegsdienst. Diesen absolvierte er von 1939 bis 1945 in einer Propaganda-Kompanie, in der er weiter als Maler arbeiten konnte.
Nach einer kurzen Zeit zum Kriegsende 1945 als Hilfsarbeiter in Westböhmen führte ihn die Wanderschaft mit seiner Frau im Herbst nach Marburg an der Lahn. In der Nähe fand das Ehepaar Voh mit Tochter in einer Jagdhütte bei Sterzhausen für fünf Jahre Unterkunft. In dieser Zeit entstanden Landschaftsbilder, viele Porträts insbesondere von Kindern aus dem Ort und figürliche Kompositionen im poetischen Realismus.
Es folgte nach einer ersten Ausstellung in Lauterbach/Hessen, eine Beteiligung an den Jahresausstellung im Marburger Universitätsmuseum und weitere u. a. in Wien, Geretsried, Stuttgart und Marktredwitz.
1952 zog das Paar nach Tutzing am Starnberger See und begann 1953 mit dem Hausbau in Ambach. Es folgten Reisen nach Libyen und Malawi. Nach langer Krankheit verstarb Voh 1979.